# 劉厝 (臺中市)
劉厝，是臺灣臺中市南屯區的一個傳統地域名稱，位於該區中部。相較於今日行政區，其範圍大致為新生里南半部。

## 歷史
台灣清治末期至日治初期，劉厝地區為一街庄，稱為「劉厝庄」，隸屬於捒東下堡。該庄北與新庄仔庄為鄰，東與三塊厝庄、永定厝庄為鄰，東南邊及南邊為鎮平庄，西邊隔筏子溪與番社腳庄、山仔腳庄為界。
1901年（日治明治三十四年）11月，全台廢縣廳改設二十廳，該庄隸屬於臺中廳。1903年（明治三十六年）6月，該庄編入「犁頭店區」，隸屬於臺中廳。1909年（明治四十二年）10月，合併二十廳為十二廳，犁頭店區隸屬不變。1920年（大正九年），全台地方制度大改正，廢十二廳改設五州二廳，該庄改制為「劉厝」大字，隸屬於臺中州大屯郡南屯庄。
戰後南屯庄改制為南屯鄉，隸屬於臺中縣，大字亦改制為村。1947年2月，南屯鄉併入臺中市改稱南屯區，村亦改制為里。1950年10月，中、彰、投分治，南屯區仍隸屬臺中市。2010年12月，臺中縣市合併為直轄臺中市，南屯區隸屬不變。

## 聚落
本地區發展較早的聚落為劉厝，在日治期初期的官方地圖上已有記載。

## 交通
國道1號又稱「中山高速公路」，是台灣西部兩條縱向高速公路之一，大致以北偏東—南偏西走向經過劉厝地區西部邊界外不遠處。北側最近的交流道是市道136號交會處的南屯交流道，南側最近的是省道台1線交會處的王田交流道。由此等可快速前往國道1號沿線各地。
省道台74線原稱「中彰快速道路」，現稱「快官霧峰線」，是彰化縣快官以順時針方向繞行臺中市區外圍至霧峰的快速道路，大致以南南西—北北東北走向轉南向北經過本地區中部偏西地帶。由該道路向南南西可前往烏日、彰化快官接台74甲線前往花壇並止於省道台1線路口，向北可前往西屯、北屯西北部、潭子南部、北屯中部、太平、大里、霧峰等地。